# Robert Kabbas
Robert Kabbas (Alessandria d'Egitto, 15 marzo 1955) è un ex sollevatore australiano che ha gareggiato nelle categorie dei pesi medi (fino a 75 kg.), dei pesi massimi leggeri (fino a 82,5 kg.) e dei pesi medio-massimi (fino a 90 kg.).
Ha partecipato a tre edizioni dei Giochi Olimpici.

## Carriera
Kabbas prese parte alle Olimpiadi di Montréal 1976 nella categoria dei pesi medi, classificandosi al 12º posto finale con 297,5 kg. nel totale.
Due anni dopo vinse la medaglia d'oro ai Giochi del Commonwealth di Edmonton con 322,5 kg. nel totale, dopo essere passato alla categoria superiore dei pesi massimi leggeri.
Nel 1980 partecipò alle Olimpiadi di Mosca, valide anche come campionati mondiali, terminando fuori classifica per aver fallito i tre tentativi nella prova di slancio.
Nel 1982, dopo aver fatto un altro salto di categoria a quella superiore dei pesi medio-massimi, vinse un'altra medaglia d'oro ai Giochi del Commonwealth di Brisbane con 337,5 kg. nel totale.
Prese parte alle Olimpiadi di Los Angeles 1984 ritornando alla categoria dei pesi massimi leggeri e approfittando dell'assenza di molti atleti dell'Europa dell'Est a causa del boicottaggio dei loro Paesi, per mettersi al collo la medaglia d'argento olimpica con 342,5 kg. nel totale, dietro al rumeno Petre Becheru (355 kg.) e davanti al giapponese Ryōji Isaoka (340 kg.). In quell'edizione dei Giochi la competizione olimpica di sollevamento pesi era valida anche come Campionato mondiale.
Kabbas vinse la sua ultima medaglia internazionale ai Giochi del Commonwealth di Edimburgo 1986, ottenendo la medaglia d'argento con 325 kg. nel totale, battuto dal gallese Dave Morgan (350 kg.).
Nel 2007 Robert Kabbas diventò Presidente della Federazione australiana di sollevamento pesi.